# Kuurne-Bruxelles-Kuurne 2024
La 76e édition de Kuurne-Bruxelles-Kuurne, une course cycliste masculine sur route, a lieu en Belgique le 25 février 2024. L'épreuve est disputée sur 196,4 kilomètres avec un départ à Courtrai et une arrivée à Kuurne. Elle fait partie du calendrier UCI ProSeries 2024 (deuxième niveau mondial) en catégorie 1.Pro. 

## Équipes participantes
Vingt-cinq équipes participent à cette course : dix-sept des dix-huit WorldTeams (EF Education-EasyPost ne participe pas) et huit ProTeams.
| WorldTeams (17)- Alpecin-Deceuninck - Arkéa-B&B Hotels - Astana Qazaqstan Team - Bahrain Victorious - Bora-Hansgrohe - Cofidis - Decathlon-AG2R La Mondiale - Groupama-FDJ - Ineos Grenadiers - Intermarché-Wanty - Lidl-Trek - Movistar Team - Soudal Quick-Step - Team dsm-firmenich PostNL - Team Jayco AlUla - Team Visma \| Lease a Bike - UAE Team Emirates ProTeams (8)- Bingoal WB - Israel-Premier Tech - Lotto Dstny - Q36.5 Pro Cycling Team - Team Flanders-Baloise - TotalEnergies - Tudor Pro Cycling Team - Uno-X Mobility |
| |

## Parcours
Les monts suivants sont au parcours :
| Mont | Nom                | Km    | Revêtement | Longueur (m) | Pente moyenne | Pente maxi | Km de l'arrivée |
| ---- | ------------------ | ----- | ---------- | ------------ | ------------- | ---------- | --------------- |
| 1    | Tiegemberg         | 17,5  | asphalte   | 750          | 5 %           | 9 %        | 178,9           |
| 2    | Volkegemberg       | 35,6  | pavé       | 1 000        | 5,1 %         | 8,5 %      | 160,8           |
| 3    | Lepelstraat        | 51,1  | asphalte   | 2 100        | 3,4 %         | 5,7 %      | 145,3           |
| 4    | Bossenaarberg (nl) | 67,4  | asphalte   | 1 300        | 5,6 %         | 9 %        | 129             |
| 5    | Berg Ten Houte     | 70,9  | pavé       | 1 100        | 6,2 %         | 13 %       | 125,5           |
| 6    | La Houppe          | 78,2  | asphalte   | 1 880        | 4,8 %         | 10,0 %     | 118,2           |
| 7    | Hameau des Papins  | 95,9  | asphalte   | 1 200        | 6,6 %         | 16,2 %     | 100,5           |
| 8    | Le Bourliquet      | 104,4 | asphalte   | 1 300        | 6,8 %         | 15,3 %     | 92,0            |
| 9    | Mont Saint-Laurent | 109,5 | pavé       | 1 200        | 7,8 %         | 17 %       | 86,9            |
| 10   | Kruisberg          | 118,9 | pavé       | 1 400        | 5,3 %         | 10,9 %     | 77,5            |
| 11   | Hottond            | 120,1 | asphalte   | 1 200        | 3,1 %         | 9,0 %      | 76,3            |
| 12   | Côte de Trieu      | 127,7 | asphalte   | 1 260        | 7 %           | 13 %       | 68,7            |
| 13   | Mont de l'Enclus   | 135,1 | asphalte   | 1 875        | 6 %           | 11 %       | 61,3            |

## Déroulement de la course
Le sort de la course se joue à plus de 80 kilomètres de l’arrivée quand quatre hommes se détachent du peloton et font la course en tête Ces quatre coureurs sont Wout van Aert, Tim Wellens, Oier Lazkano et Laurence Pithie. Mais, sous l'impulsion de van Aert, Pithie est distancé une dizaine de kilomètres plus tard dans les derniers hectomètres du Kruisberg. Les trois coureurs restent ensemble jusqu'à l'arrivée à Kuurne où Wout van Aert s'impose assez facilement devant Tim Wellens.

## Classements

### Classement final
| \| Classement général \| Classement général \| Classement général \| Classement général \| Classement général \| \| Coureur \| Coureur \| Pays \| Équipe \| Temps \| \| ------------------ \| ------------------ \| ------------------ \| -------------------------- \| ------------------ \| \| 1er \| Wout van Aert \| Belgique \| Team Visma \\| Lease a Bike \| 4 h 21 min 01 s \| \| 2e \| Tim Wellens \| Belgique \| UAE Team Emirates \| + 0 s \| \| 3e \| Oier Lazkano \| Espagne \| Movistar Team \| + 0 s \| \| 4e \| Christophe Laporte \| France \| Team Visma \\| Lease a Bike \| + 1 min 23 s \| \| 5e \| Nils Eekhoff \| Pays-Bas \| Team dsm-firmenich PostNL \| + 1 min 23 s \| \| 6e \| Émilien Jeannière \| France \| TotalEnergies \| + 1 min 23 s \| \| 7e \| Luke Lamperti \| États-Unis \| Soudal Quick-Step \| + 1 min 23 s \| \| 8e \| Lionel Taminiaux \| Belgique \| Lotto Dstny \| + 1 min 23 s \| \| 9e \| Marius Mayrhofer \| Allemagne \| Tudor Pro Cycling Team \| + 1 min 23 s \| \| 10e \| Jasper Stuyven \| Belgique \| Lidl-Trek \| + 1 min 23 s \| |                    |            |                            |                 |
| |                    |            |                            |                 |
| Source : ProCyclingStats |                    |            |                            |                 |
| Classement général |                    |            |                            |                 |
| Coureur | Coureur            | Pays       | Équipe                     | Temps           |
| 1er | Wout van Aert      | Belgique   | Team Visma \| Lease a Bike | 4 h 21 min 01 s |
| 2e | Tim Wellens        | Belgique   | UAE Team Emirates          | + 0 s           |
| 3e | Oier Lazkano       | Espagne    | Movistar Team              | + 0 s           |
| 4e | Christophe Laporte | France     | Team Visma \| Lease a Bike | + 1 min 23 s    |
| 5e | Nils Eekhoff       | Pays-Bas   | Team dsm-firmenich PostNL  | + 1 min 23 s    |
| 6e | Émilien Jeannière  | France     | TotalEnergies              | + 1 min 23 s    |
| 7e | Luke Lamperti      | États-Unis | Soudal Quick-Step          | + 1 min 23 s    |
| 8e | Lionel Taminiaux   | Belgique   | Lotto Dstny                | + 1 min 23 s    |
| 9e | Marius Mayrhofer   | Allemagne  | Tudor Pro Cycling Team     | + 1 min 23 s    |
| 10e | Jasper Stuyven     | Belgique   | Lidl-Trek                  | + 1 min 23 s    |

### Classements UCI
La course attribue des points au Classement mondial UCI 2024 selon le barème suivant.
| Position           | 1er | 2e  | 3e  | 4e  | 5e | 6e | 7e | 8e | 9e | 10e | 11e | 12e | 13e | 14e | 15e | 16e à 30e | 31e à 40e |
| Classement général | 200 | 150 | 125 | 100 | 85 | 70 | 60 | 50 | 40 | 35  | 30  | 25  | 20  | 15  | 10  | 5         | 3         |

## Liste de participants
| Team Visma \| Lease a Bike TVL | Team Visma \| Lease a Bike TVL   | Team Visma \| Lease a Bike TVL |
| ------------------------------ | -------------------------------- | ------------------------------ |
| Num                            | Coureur                          | Pos                            |
| 1                              | Tiesj Benoot (BEL)               | AB                             |
| 2                              | Wout van Aert (BEL)              | 1er                            |
| 3                              | Dylan van Baarle (NED) (route)   | 47e                            |
| 4                              | Matteo Jorgenson (USA)           | 66e                            |
| 5                              | Christophe Laporte (FRA) (route) | 4e                             |
| 6                              | Jan Tratnik (SLO)                | 112e                           |
| 7                              | Per Strand Hagenes (NOR)         | 64e                            |

| Soudal Quick-Step SOQ | Soudal Quick-Step SOQ    | Soudal Quick-Step SOQ |
| --------------------- | ------------------------ | --------------------- |
| Num                   | Coureur                  | Pos                   |
| 11                    | Julian Alaphilippe (FRA) | 111e                  |
| 12                    | Kasper Asgreen (DEN)     | 88e                   |
| 13                    | Josef Černý (CZE)        | AB                    |
| 14                    | Yves Lampaert (BEL)      | 27e                   |
| 15                    | Luke Lamperti (USA)      | 7e                    |
| 16                    | Casper Pedersen (DEN)    | 58e                   |
| 17                    | Martin Svrček (SVK)      | AB                    |

| Lidl-Trek LTK | Lidl-Trek LTK               | Lidl-Trek LTK |
| ------------- | --------------------------- | ------------- |
| Num           | Coureur                     | Pos           |
| 21            | Jasper Stuyven (BEL)        | 10e           |
| 22            | Daan Hoole (NED)            | AB            |
| 23            | Alex Kirsch (LUX) (route)   | 15e           |
| 24            | Toms Skujiņš (LAT)          | 17e           |
| 25            | Jonathan Milan (ITA)        | NP            |
| 26            | Edward Theuns (BEL)         | AB            |
| 27            | Mathias Vacek (CZE) (route) | 110e          |

| Bora-Hansgrohe BOH | Bora-Hansgrohe BOH     | Bora-Hansgrohe BOH |
| ------------------ | ---------------------- | ------------------ |
| Num                | Coureur                | Pos                |
| 31                 | Bob Jungels (LUX)      | 98e                |
| 32                 | Marco Haller (AUT)     | 72e                |
| 33                 | Emil Herzog (GER)      | AB                 |
| 34                 | Jonas Koch (GER)       | 71e                |
| 35                 | Luis-Joe Lührs (GER)   | AB                 |
| 36                 | Jordi Meeus (BEL)      | 12e                |
| 37                 | Cesare Benedetti (POL) | 82e                |

| Arkéa-B&B Hotels ARK | Arkéa-B&B Hotels ARK  | Arkéa-B&B Hotels ARK |
| -------------------- | --------------------- | -------------------- |
| Num                  | Coureur               | Pos                  |
| 41                   | Arnaud Démare (FRA)   | 44e                  |
| 42                   | Luca Mozzato (ITA)    | 84e                  |
| 43                   | Mathis Le Berre (FRA) | 114e                 |
| 44                   | Donavan Grondin (FRA) | 83e                  |
| 45                   | Łukasz Owsian (POL)   | 50e                  |
| 46                   | Alan Riou (FRA)       | AB                   |
| 47                   | Miles Scotson (AUS)   | 56e                  |

| Decathlon-AG2R La Mondiale DAT | Decathlon-AG2R La Mondiale DAT | Decathlon-AG2R La Mondiale DAT |
| ------------------------------ | ------------------------------ | ------------------------------ |
| Num                            | Coureur                        | Pos                            |
| 51                             | Edvald Boasson Hagen (NOR)     | 74e                            |
| 52                             | Dries De Bondt (BEL)           | AB                             |
| 53                             | Sander De Pestel (BEL)         | 49e                            |
| 54                             | Pierre Gautherat (FRA)         | AB                             |
| 55                             | Oliver Naesen (BEL)            | 16e                            |
| 56                             | Rasmus Søjberg (DEN)           | AB                             |
| 57                             | Damien Touzé (FRA)             | 20e                            |

| Bahrain Victorious TBV | Bahrain Victorious TBV    | Bahrain Victorious TBV |
| ---------------------- | ------------------------- | ---------------------- |
| Num                    | Coureur                   | Pos                    |
| 61                     | Matej Mohorič (SLO)       | 79e                    |
| 62                     | Kamil Gradek (POL)        | AB                     |
| 63                     | Fran Miholjević (CRO)     | AB                     |
| 64                     | Matevž Govekar (SLO)      | 78e                    |
| 65                     | Andrea Pasqualon (ITA)    | 46e                    |
| 66                     | Fred Wright (GBR) (route) | 21e                    |
| 67                     | Alberto Bruttomesso (ITA) | AB                     |

| Intermarché-Wanty IWA | Intermarché-Wanty IWA | Intermarché-Wanty IWA |
| --------------------- | --------------------- | --------------------- |
| Num                   | Coureur               | Pos                   |
| 71                    | Vito Braet (BEL)      | 60e                   |
| 72                    | Biniam Girmay (ERI)   | 122e                  |
| 73                    | Madis Mihkels (EST)   | 14e                   |
| 74                    | Hugo Page (FRA)       | AB                    |
| 75                    | Adrien Petit (FRA)    | 22e                   |
| 76                    | Mike Teunissen (NED)  | 13e                   |
| 77                    | Gerben Thijssen (BEL) | 65e                   |

| Alpecin-Deceuninck ADC | Alpecin-Deceuninck ADC     | Alpecin-Deceuninck ADC |
| ---------------------- | -------------------------- | ---------------------- |
| Num                    | Coureur                    | Pos                    |
| 81                     | Jasper Philipsen (BEL)     | 92e                    |
| 82                     | Robbe Ghys (BEL)           | 102e                   |
| 83                     | Søren Kragh Andersen (DEN) | 94e                    |
| 84                     | Timo Kielich (BEL)         | 116e                   |
| 85                     | Senne Leysen (BEL)         | AB                     |
| 86                     | Juri Hollmann (GER)        | 95e                    |
| 87                     | Edward Planckaert (BEL)    | 117e                   |

| Groupama-FDJ GFC | Groupama-FDJ GFC        | Groupama-FDJ GFC |
| ---------------- | ----------------------- | ---------------- |
| Num              | Coureur                 | Pos              |
| 91               | Lewis Askey (GBR)       | AB               |
| 92               | Sven Erik Bystrøm (NOR) | AB               |
| 93               | Olivier Le Gac (FRA)    | 77e              |
| 94               | Fabian Lienhard (SUI)   | 40e              |
| 95               | Laurence Pithie (NZL)   | 43e              |
| 96               | Clément Russo (FRA)     | 76e              |
| 97               | Samuel Watson (GBR)     | 91e              |

| UAE Team Emirates UAD | UAE Team Emirates UAD   | UAE Team Emirates UAD |
| --------------------- | ----------------------- | --------------------- |
| Num                   | Coureur                 | Pos                   |
| 101                   | Tim Wellens (BEL)       | 2e                    |
| 102                   | António Morgado (POR)   | 48e                   |
| 103                   | Álvaro Hodeg (COL)      | AB                    |
| 104                   | Gibbe Staes (BEL)       | AB                    |
| 105                   | Nils Politt (GER)       | 26e                   |
| 106                   | Michael Vink (NZL)      | 52e                   |
| 107                   | Filippo Baroncini (ITA) | 31e                   |

| Astana Qazaqstan Team AST | Astana Qazaqstan Team AST | Astana Qazaqstan Team AST |
| ------------------------- | ------------------------- | ------------------------- |
| Num                       | Coureur                   | Pos                       |
| 111                       | Cees Bol (NED)            | AB                        |
| 112                       | Yevgeniy Fedorov (KAZ)    | 39e                       |
| 113                       | Samuele Battistella (ITA) | AB                        |
| 114                       | Max Kanter (GER)          | 23e                       |
| 115                       | Ide Schelling (NED)       | 109e                      |
| 116                       | Rüdiger Selig (GER)       | AB                        |
| 117                       | Max Walker (GBR)          | 81e                       |

| Team dsm-firmenich PostNL DFP | Team dsm-firmenich PostNL DFP | Team dsm-firmenich PostNL DFP |
| ----------------------------- | ----------------------------- | ----------------------------- |
| Num                           | Coureur                       | Pos                           |
| 121                           | John Degenkolb (GER)          | 62e                           |
| 122                           | Pavel Bittner (CZE)           | 103e                          |
| 123                           | Nils Eekhoff (NED)            | 5e                            |
| 124                           | Sean Flynn (GBR)              | AB                            |
| 125                           | Frank van den Broek (NED)     | 55e                           |
| 126                           | Niklas Märkl (GER)            | 104e                          |
| 127                           | Bram Welten (NED)             | AB                            |

| Ineos Grenadiers IGD | Ineos Grenadiers IGD   | Ineos Grenadiers IGD |
| -------------------- | ---------------------- | -------------------- |
| Num                  | Coureur                | Pos                  |
| 131                  | Connor Swift (GBR)     | 63e                  |
| 132                  | Leo Hayter (GBR)       | AB                   |
| 133                  | Salvatore Puccio (ITA) | 86e                  |
| 134                  | Luke Rowe (GBR)        | 89e                  |
| 136                  | Ben Turner (GBR)       | 19e                  |
| 137                  | Cameron Wurf (AUS)     | AB                   |

| Lotto Dstny LTD | Lotto Dstny LTD          | Lotto Dstny LTD |
| --------------- | ------------------------ | --------------- |
| Num             | Coureur                  | Pos             |
| 141             | Cédric Beullens (BEL)    | 54e             |
| 142             | Jasper De Buyst (BEL)    | 24e             |
| 143             | Arjen Livyns (BEL)       | 93e             |
| 144             | Alec Segaert (BEL)       | 53e             |
| 145             | Lionel Taminiaux (BEL)   | 8e              |
| 146             | Brent Van Moer (BEL)     | 73e             |
| 147             | Victor Campenaerts (BEL) | 101e            |

| Cofidis COF | Cofidis COF                | Cofidis COF |
| ----------- | -------------------------- | ----------- |
| Num         | Coureur                    | Pos         |
| 151         | Axel Zingle (FRA)          | 121e        |
| 152         | Piet Allegaert (BEL)       | AB          |
| 153         | Nicolas Debeaumarché (FRA) | 97e         |
| 154         | Aimé De Gendt (BEL)        | 51e         |
| 155         | Alexis Gougeard (FRA)      | AB          |
| 156         | Alexis Renard (FRA)        | AB          |
| 157         | Nolann Mahoudo (FRA)       | AB          |

| TotalEnergies TEN | TotalEnergies TEN       | TotalEnergies TEN |
| ----------------- | ----------------------- | ----------------- |
| Num               | Coureur                 | Pos               |
| 161               | Lucas Boniface (FRA)    | 115e              |
| 162               | Thomas Bonnet (FRA)     | AB                |
| 163               | Thomas Gachignard (FRA) | 96e               |
| 164               | Émilien Jeannière (FRA) | 6e                |
| 165               | Jason Tesson (FRA)      | AB                |
| 166               | Anthony Turgis (FRA)    | 32e               |
| 167               | Dries Van Gestel (BEL)  | 18e               |

| Team Jayco AlUla JAY | Team Jayco AlUla JAY          | Team Jayco AlUla JAY |
| -------------------- | ----------------------------- | -------------------- |
| Num                  | Coureur                       | Pos                  |
| 171                  | Luke Durbridge (AUS)          | 69e                  |
| 172                  | Amund Grøndahl Jansen (NOR)   | 100e                 |
| 173                  | Christopher Juul Jensen (DEN) | 99e                  |
| 174                  | Blake Quick (AUS)             | AB                   |
| 175                  | Campbell Stewart (NZL)        | 67e                  |
| 176                  | Max Walscheid (GER)           | 38e                  |
| 177                  | Lawson Craddock (USA)         | AB                   |

| Movistar Team MOV | Movistar Team MOV          | Movistar Team MOV |
| ----------------- | -------------------------- | ----------------- |
| Num               | Coureur                    | Pos               |
| 181               | Iván García Cortina (ESP)  | 11e               |
| 182               | Johan Jacobs (SUI)         | 33e               |
| 183               | Oier Lazkano (ESP) (route) | 3e                |
| 184               | Manlio Moro (ITA)          | AB                |
| 185               | Mathias Norsgaard (DEN)    | 45e               |
| 186               | Gonzalo Serrano (ESP)      | 41e               |
| 187               | Albert Torres (ESP)        | AB                |

| Team Flanders-Baloise TFB | Team Flanders-Baloise TFB | Team Flanders-Baloise TFB |
| ------------------------- | ------------------------- | ------------------------- |
| Num                       | Coureur                   | Pos                       |
| 191                       | Kamiel Bonneu (BEL)       | AB                        |
| 192                       | Lars Craps (BEL)          | 80e                       |
| 193                       | Alex Colman (BEL)         | AB                        |
| 195                       | Elias Maris (BEL)         | 113e                      |
| 195                       | Jules Hesters (BEL)       | 68e                       |
| 196                       | Dylan Vandenstorme (BEL)  | AB                        |
| 197                       | Victor Vercouillie (BEL)  | AB                        |

| Israel-Premier Tech IPT | Israel-Premier Tech IPT | Israel-Premier Tech IPT |
| ----------------------- | ----------------------- | ----------------------- |
| Num                     | Coureur                 | Pos                     |
| 201                     | Dylan Teuns (BEL)       | 59e                     |
| 202                     | Pier-André Côté (CAN)   | 25e                     |
| 203                     | Hugo Hofstetter (FRA)   | 29e                     |
| 204                     | Krists Neilands (LAT)   | 75e                     |
| 205                     | Riley Pickrell (CAN)    | AB                      |
| 206                     | Riley Sheehan (USA)     | 37e                     |
| 207                     | Ethan Vernon (GBR)      | AB                      |

| Uno-X Mobility UXM | Uno-X Mobility UXM          | Uno-X Mobility UXM |
| ------------------ | --------------------------- | ------------------ |
| Num                | Coureur                     | Pos                |
| 211                | Alexander Kristoff (NOR)    | 118e               |
| 212                | Jonas Abrahamsen (NOR)      | 120e               |
| 213                | Erik Nordsæter Resell (NOR) | 119e               |
| 214                | William Blume Levy (DEN)    | 70e                |
| 215                | Søren Wærenskjold (NOR)     | 105e               |
| 216                | Louis Bendixen (DEN)        | AB                 |
| 217                | Stian Fredheim (NOR)        | AB                 |

| Bingoal WB BWB | Bingoal WB BWB         | Bingoal WB BWB |
| -------------- | ---------------------- | -------------- |
| Num            | Coureur                | Pos            |
| 221            | Louis Blouwe (BEL)     | AB             |
| 222            | Cériel Desal (BEL)     | 35e            |
| 223            | Davide Persico (ITA)   | AB             |
| 224            | Luca Van Boven (BEL)   | 57e            |
| 225            | Kenneth Van Rooy (BEL) | 30e            |
| 226            | Jelle Vermoote (BEL)   | AB             |
| 227            | Jens Reynders (BEL)    | 36e            |

| Q36.5 Pro Cycling Team Q36 | Q36.5 Pro Cycling Team Q36      | Q36.5 Pro Cycling Team Q36 |
| -------------------------- | ------------------------------- | -------------------------- |
| Num                        | Coureur                         | Pos                        |
| 231                        | Tom Devriendt (BEL)             | 61e                        |
| 232                        | Tobias Ludvigsson (SWE)         | 42e                        |
| 233                        | Nicolò Parisini (ITA)           | 28e                        |
| 234                        | Szymon Sajnok (POL)             | 34e                        |
| 235                        | Jannik Steimle (GER)            | 108e                       |
| 236                        | Rory Townsend (IRL)             | 90e                        |
| 237                        | Nickolas Zukowsky (CAN) (route) | 107e                       |

| Tudor Pro Cycling Team TUD | Tudor Pro Cycling Team TUD | Tudor Pro Cycling Team TUD |
| -------------------------- | -------------------------- | -------------------------- |
| Num                        | Coureur                    | Pos                        |
| 241                        | Tom Bohli (SUI)            | AB                         |
| 242                        | Miká Heming (GER)          | AB                         |
| 243                        | Robin Froidevaux (SUI)     | 87e                        |
| 244                        | Petr Kelemen (CZE)         | AB                         |
| 245                        | Alexander Krieger (GER)    | 106e                       |
| 246                        | Marius Mayrhofer (GER)     | 9e                         |
| 247                        | Matteo Trentin (ITA)       | 85e                        |

| Team Visma \| Lease a Bike TVL | Team Visma \| Lease a Bike TVL   | Team Visma \| Lease a Bike TVL |
| ------------------------------ | -------------------------------- | ------------------------------ |
| Num                            | Coureur                          | Pos                            |
| 1                              | Tiesj Benoot (BEL)               | AB                             |
| 2                              | Wout van Aert (BEL)              | 1er                            |
| 3                              | Dylan van Baarle (NED) (route)   | 47e                            |
| 4                              | Matteo Jorgenson (USA)           | 66e                            |
| 5                              | Christophe Laporte (FRA) (route) | 4e                             |
| 6                              | Jan Tratnik (SLO)                | 112e                           |
| 7                              | Per Strand Hagenes (NOR)         | 64e                            |

| Soudal Quick-Step SOQ | Soudal Quick-Step SOQ    | Soudal Quick-Step SOQ |
| --------------------- | ------------------------ | --------------------- |
| Num                   | Coureur                  | Pos                   |
| 11                    | Julian Alaphilippe (FRA) | 111e                  |
| 12                    | Kasper Asgreen (DEN)     | 88e                   |
| 13                    | Josef Černý (CZE)        | AB                    |
| 14                    | Yves Lampaert (BEL)      | 27e                   |
| 15                    | Luke Lamperti (USA)      | 7e                    |
| 16                    | Casper Pedersen (DEN)    | 58e                   |
| 17                    | Martin Svrček (SVK)      | AB                    |

| Lidl-Trek LTK | Lidl-Trek LTK               | Lidl-Trek LTK |
| ------------- | --------------------------- | ------------- |
| Num           | Coureur                     | Pos           |
| 21            | Jasper Stuyven (BEL)        | 10e           |
| 22            | Daan Hoole (NED)            | AB            |
| 23            | Alex Kirsch (LUX) (route)   | 15e           |
| 24            | Toms Skujiņš (LAT)          | 17e           |
| 25            | Jonathan Milan (ITA)        | NP            |
| 26            | Edward Theuns (BEL)         | AB            |
| 27            | Mathias Vacek (CZE) (route) | 110e          |

| Bora-Hansgrohe BOH | Bora-Hansgrohe BOH     | Bora-Hansgrohe BOH |
| ------------------ | ---------------------- | ------------------ |
| Num                | Coureur                | Pos                |
| 31                 | Bob Jungels (LUX)      | 98e                |
| 32                 | Marco Haller (AUT)     | 72e                |
| 33                 | Emil Herzog (GER)      | AB                 |
| 34                 | Jonas Koch (GER)       | 71e                |
| 35                 | Luis-Joe Lührs (GER)   | AB                 |
| 36                 | Jordi Meeus (BEL)      | 12e                |
| 37                 | Cesare Benedetti (POL) | 82e                |

| Arkéa-B&B Hotels ARK | Arkéa-B&B Hotels ARK  | Arkéa-B&B Hotels ARK |
| -------------------- | --------------------- | -------------------- |
| Num                  | Coureur               | Pos                  |
| 41                   | Arnaud Démare (FRA)   | 44e                  |
| 42                   | Luca Mozzato (ITA)    | 84e                  |
| 43                   | Mathis Le Berre (FRA) | 114e                 |
| 44                   | Donavan Grondin (FRA) | 83e                  |
| 45                   | Łukasz Owsian (POL)   | 50e                  |
| 46                   | Alan Riou (FRA)       | AB                   |
| 47                   | Miles Scotson (AUS)   | 56e                  |

| Decathlon-AG2R La Mondiale DAT | Decathlon-AG2R La Mondiale DAT | Decathlon-AG2R La Mondiale DAT |
| ------------------------------ | ------------------------------ | ------------------------------ |
| Num                            | Coureur                        | Pos                            |
| 51                             | Edvald Boasson Hagen (NOR)     | 74e                            |
| 52                             | Dries De Bondt (BEL)           | AB                             |
| 53                             | Sander De Pestel (BEL)         | 49e                            |
| 54                             | Pierre Gautherat (FRA)         | AB                             |
| 55                             | Oliver Naesen (BEL)            | 16e                            |
| 56                             | Rasmus Søjberg (DEN)           | AB                             |
| 57                             | Damien Touzé (FRA)             | 20e                            |

| Bahrain Victorious TBV | Bahrain Victorious TBV    | Bahrain Victorious TBV |
| ---------------------- | ------------------------- | ---------------------- |
| Num                    | Coureur                   | Pos                    |
| 61                     | Matej Mohorič (SLO)       | 79e                    |
| 62                     | Kamil Gradek (POL)        | AB                     |
| 63                     | Fran Miholjević (CRO)     | AB                     |
| 64                     | Matevž Govekar (SLO)      | 78e                    |
| 65                     | Andrea Pasqualon (ITA)    | 46e                    |
| 66                     | Fred Wright (GBR) (route) | 21e                    |
| 67                     | Alberto Bruttomesso (ITA) | AB                     |

| Intermarché-Wanty IWA | Intermarché-Wanty IWA | Intermarché-Wanty IWA |
| --------------------- | --------------------- | --------------------- |
| Num                   | Coureur               | Pos                   |
| 71                    | Vito Braet (BEL)      | 60e                   |
| 72                    | Biniam Girmay (ERI)   | 122e                  |
| 73                    | Madis Mihkels (EST)   | 14e                   |
| 74                    | Hugo Page (FRA)       | AB                    |
| 75                    | Adrien Petit (FRA)    | 22e                   |
| 76                    | Mike Teunissen (NED)  | 13e                   |
| 77                    | Gerben Thijssen (BEL) | 65e                   |

| Alpecin-Deceuninck ADC | Alpecin-Deceuninck ADC     | Alpecin-Deceuninck ADC |
| ---------------------- | -------------------------- | ---------------------- |
| Num                    | Coureur                    | Pos                    |
| 81                     | Jasper Philipsen (BEL)     | 92e                    |
| 82                     | Robbe Ghys (BEL)           | 102e                   |
| 83                     | Søren Kragh Andersen (DEN) | 94e                    |
| 84                     | Timo Kielich (BEL)         | 116e                   |
| 85                     | Senne Leysen (BEL)         | AB                     |
| 86                     | Juri Hollmann (GER)        | 95e                    |
| 87                     | Edward Planckaert (BEL)    | 117e                   |

| Groupama-FDJ GFC | Groupama-FDJ GFC        | Groupama-FDJ GFC |
| ---------------- | ----------------------- | ---------------- |
| Num              | Coureur                 | Pos              |
| 91               | Lewis Askey (GBR)       | AB               |
| 92               | Sven Erik Bystrøm (NOR) | AB               |
| 93               | Olivier Le Gac (FRA)    | 77e              |
| 94               | Fabian Lienhard (SUI)   | 40e              |
| 95               | Laurence Pithie (NZL)   | 43e              |
| 96               | Clément Russo (FRA)     | 76e              |
| 97               | Samuel Watson (GBR)     | 91e              |

| UAE Team Emirates UAD | UAE Team Emirates UAD   | UAE Team Emirates UAD |
| --------------------- | ----------------------- | --------------------- |
| Num                   | Coureur                 | Pos                   |
| 101                   | Tim Wellens (BEL)       | 2e                    |
| 102                   | António Morgado (POR)   | 48e                   |
| 103                   | Álvaro Hodeg (COL)      | AB                    |
| 104                   | Gibbe Staes (BEL)       | AB                    |
| 105                   | Nils Politt (GER)       | 26e                   |
| 106                   | Michael Vink (NZL)      | 52e                   |
| 107                   | Filippo Baroncini (ITA) | 31e                   |

| Astana Qazaqstan Team AST | Astana Qazaqstan Team AST | Astana Qazaqstan Team AST |
| ------------------------- | ------------------------- | ------------------------- |
| Num                       | Coureur                   | Pos                       |
| 111                       | Cees Bol (NED)            | AB                        |
| 112                       | Yevgeniy Fedorov (KAZ)    | 39e                       |
| 113                       | Samuele Battistella (ITA) | AB                        |
| 114                       | Max Kanter (GER)          | 23e                       |
| 115                       | Ide Schelling (NED)       | 109e                      |
| 116                       | Rüdiger Selig (GER)       | AB                        |
| 117                       | Max Walker (GBR)          | 81e                       |

| Team dsm-firmenich PostNL DFP | Team dsm-firmenich PostNL DFP | Team dsm-firmenich PostNL DFP |
| ----------------------------- | ----------------------------- | ----------------------------- |
| Num                           | Coureur                       | Pos                           |
| 121                           | John Degenkolb (GER)          | 62e                           |
| 122                           | Pavel Bittner (CZE)           | 103e                          |
| 123                           | Nils Eekhoff (NED)            | 5e                            |
| 124                           | Sean Flynn (GBR)              | AB                            |
| 125                           | Frank van den Broek (NED)     | 55e                           |
| 126                           | Niklas Märkl (GER)            | 104e                          |
| 127                           | Bram Welten (NED)             | AB                            |

| Ineos Grenadiers IGD | Ineos Grenadiers IGD   | Ineos Grenadiers IGD |
| -------------------- | ---------------------- | -------------------- |
| Num                  | Coureur                | Pos                  |
| 131                  | Connor Swift (GBR)     | 63e                  |
| 132                  | Leo Hayter (GBR)       | AB                   |
| 133                  | Salvatore Puccio (ITA) | 86e                  |
| 134                  | Luke Rowe (GBR)        | 89e                  |
| 136                  | Ben Turner (GBR)       | 19e                  |
| 137                  | Cameron Wurf (AUS)     | AB                   |

| Lotto Dstny LTD | Lotto Dstny LTD          | Lotto Dstny LTD |
| --------------- | ------------------------ | --------------- |
| Num             | Coureur                  | Pos             |
| 141             | Cédric Beullens (BEL)    | 54e             |
| 142             | Jasper De Buyst (BEL)    | 24e             |
| 143             | Arjen Livyns (BEL)       | 93e             |
| 144             | Alec Segaert (BEL)       | 53e             |
| 145             | Lionel Taminiaux (BEL)   | 8e              |
| 146             | Brent Van Moer (BEL)     | 73e             |
| 147             | Victor Campenaerts (BEL) | 101e            |

| Cofidis COF | Cofidis COF                | Cofidis COF |
| ----------- | -------------------------- | ----------- |
| Num         | Coureur                    | Pos         |
| 151         | Axel Zingle (FRA)          | 121e        |
| 152         | Piet Allegaert (BEL)       | AB          |
| 153         | Nicolas Debeaumarché (FRA) | 97e         |
| 154         | Aimé De Gendt (BEL)        | 51e         |
| 155         | Alexis Gougeard (FRA)      | AB          |
| 156         | Alexis Renard (FRA)        | AB          |
| 157         | Nolann Mahoudo (FRA)       | AB          |

| TotalEnergies TEN | TotalEnergies TEN       | TotalEnergies TEN |
| ----------------- | ----------------------- | ----------------- |
| Num               | Coureur                 | Pos               |
| 161               | Lucas Boniface (FRA)    | 115e              |
| 162               | Thomas Bonnet (FRA)     | AB                |
| 163               | Thomas Gachignard (FRA) | 96e               |
| 164               | Émilien Jeannière (FRA) | 6e                |
| 165               | Jason Tesson (FRA)      | AB                |
| 166               | Anthony Turgis (FRA)    | 32e               |
| 167               | Dries Van Gestel (BEL)  | 18e               |

| Team Jayco AlUla JAY | Team Jayco AlUla JAY          | Team Jayco AlUla JAY |
| -------------------- | ----------------------------- | -------------------- |
| Num                  | Coureur                       | Pos                  |
| 171                  | Luke Durbridge (AUS)          | 69e                  |
| 172                  | Amund Grøndahl Jansen (NOR)   | 100e                 |
| 173                  | Christopher Juul Jensen (DEN) | 99e                  |
| 174                  | Blake Quick (AUS)             | AB                   |
| 175                  | Campbell Stewart (NZL)        | 67e                  |
| 176                  | Max Walscheid (GER)           | 38e                  |
| 177                  | Lawson Craddock (USA)         | AB                   |

| Movistar Team MOV | Movistar Team MOV          | Movistar Team MOV |
| ----------------- | -------------------------- | ----------------- |
| Num               | Coureur                    | Pos               |
| 181               | Iván García Cortina (ESP)  | 11e               |
| 182               | Johan Jacobs (SUI)         | 33e               |
| 183               | Oier Lazkano (ESP) (route) | 3e                |
| 184               | Manlio Moro (ITA)          | AB                |
| 185               | Mathias Norsgaard (DEN)    | 45e               |
| 186               | Gonzalo Serrano (ESP)      | 41e               |
| 187               | Albert Torres (ESP)        | AB                |

| Team Flanders-Baloise TFB | Team Flanders-Baloise TFB | Team Flanders-Baloise TFB |
| ------------------------- | ------------------------- | ------------------------- |
| Num                       | Coureur                   | Pos                       |
| 191                       | Kamiel Bonneu (BEL)       | AB                        |
| 192                       | Lars Craps (BEL)          | 80e                       |
| 193                       | Alex Colman (BEL)         | AB                        |
| 195                       | Elias Maris (BEL)         | 113e                      |
| 195                       | Jules Hesters (BEL)       | 68e                       |
| 196                       | Dylan Vandenstorme (BEL)  | AB                        |
| 197                       | Victor Vercouillie (BEL)  | AB                        |

| Israel-Premier Tech IPT | Israel-Premier Tech IPT | Israel-Premier Tech IPT |
| ----------------------- | ----------------------- | ----------------------- |
| Num                     | Coureur                 | Pos                     |
| 201                     | Dylan Teuns (BEL)       | 59e                     |
| 202                     | Pier-André Côté (CAN)   | 25e                     |
| 203                     | Hugo Hofstetter (FRA)   | 29e                     |
| 204                     | Krists Neilands (LAT)   | 75e                     |
| 205                     | Riley Pickrell (CAN)    | AB                      |
| 206                     | Riley Sheehan (USA)     | 37e                     |
| 207                     | Ethan Vernon (GBR)      | AB                      |

| Uno-X Mobility UXM | Uno-X Mobility UXM          | Uno-X Mobility UXM |
| ------------------ | --------------------------- | ------------------ |
| Num                | Coureur                     | Pos                |
| 211                | Alexander Kristoff (NOR)    | 118e               |
| 212                | Jonas Abrahamsen (NOR)      | 120e               |
| 213                | Erik Nordsæter Resell (NOR) | 119e               |
| 214                | William Blume Levy (DEN)    | 70e                |
| 215                | Søren Wærenskjold (NOR)     | 105e               |
| 216                | Louis Bendixen (DEN)        | AB                 |
| 217                | Stian Fredheim (NOR)        | AB                 |

| Bingoal WB BWB | Bingoal WB BWB         | Bingoal WB BWB |
| -------------- | ---------------------- | -------------- |
| Num            | Coureur                | Pos            |
| 221            | Louis Blouwe (BEL)     | AB             |
| 222            | Cériel Desal (BEL)     | 35e            |
| 223            | Davide Persico (ITA)   | AB             |
| 224            | Luca Van Boven (BEL)   | 57e            |
| 225            | Kenneth Van Rooy (BEL) | 30e            |
| 226            | Jelle Vermoote (BEL)   | AB             |
| 227            | Jens Reynders (BEL)    | 36e            |

| Q36.5 Pro Cycling Team Q36 | Q36.5 Pro Cycling Team Q36      | Q36.5 Pro Cycling Team Q36 |
| -------------------------- | ------------------------------- | -------------------------- |
| Num                        | Coureur                         | Pos                        |
| 231                        | Tom Devriendt (BEL)             | 61e                        |
| 232                        | Tobias Ludvigsson (SWE)         | 42e                        |
| 233                        | Nicolò Parisini (ITA)           | 28e                        |
| 234                        | Szymon Sajnok (POL)             | 34e                        |
| 235                        | Jannik Steimle (GER)            | 108e                       |
| 236                        | Rory Townsend (IRL)             | 90e                        |
| 237                        | Nickolas Zukowsky (CAN) (route) | 107e                       |

| Tudor Pro Cycling Team TUD | Tudor Pro Cycling Team TUD | Tudor Pro Cycling Team TUD |
| -------------------------- | -------------------------- | -------------------------- |
| Num                        | Coureur                    | Pos                        |
| 241                        | Tom Bohli (SUI)            | AB                         |
| 242                        | Miká Heming (GER)          | AB                         |
| 243                        | Robin Froidevaux (SUI)     | 87e                        |
| 244                        | Petr Kelemen (CZE)         | AB                         |
| 245                        | Alexander Krieger (GER)    | 106e                       |
| 246                        | Marius Mayrhofer (GER)     | 9e                         |
| 247                        | Matteo Trentin (ITA)       | 85e                        |